# Championnats des îles Féroé de cyclisme sur route
Les Championnats des Îles Féroé de cyclisme sur route sont organisés tous les ans.

## Podiums des championnats masculins

### Course en ligne
| Année | Vainqueur         | Deuxième              | Troisième             |
| ----- | ----------------- | --------------------- | --------------------- |
| 1994  | Bogi Kristiansen  | Johann Brend          | Rogvi Johansen        |
| 1996  | Bogi Kristiansen  | Rogvi Johansen        | Gunnar Dahl-Olsen     |
| 1997  | Bogi Kristiansen  | Rogvi Johansen        | Gunnar Dahl-Olsen     |
| 1998  | Bogi Kristiansen  | Gunnar Dahl-Olsen     | Sverri Mohr Edvinsson |
| 1999  | Rogvi Johansen    | Gunnar Dahl-Olsen     | Sverri Mohr Edvinsson |
| 2000  | Gunnar Dahl-Olsen | Johann Brend          | Sverri Mohr Edvinsson |
| 2001  | Gunnar Dahl-Olsen | Sverri Mohr Edvinsson | Eli Christiansen      |
| 2002  | Gunnar Dahl-Olsen | Sverri Mohr Edvinsson | Eli Christiansen      |
| 2003  | Gunnar Dahl-Olsen | Eli Christiansen      | Sverri Mohr Edvinsson |
| 2004  | Gunnar Dahl-Olsen | Christian Guttesen    | Sverri Mohr Edvinsson |
| 2005  | Gunnar Dahl-Olsen | Esmar Joensen         | Sverri Mohr Edvinsson |
| 2009  | Torkil Veyhe      | -                     | -                     |
| 2012  | Torkil Veyhe      | Gunnar Dahl-Olsen     | Sverri Mohr Edvinsson |
| 2013  | Gunnar Dahl-Olsen | Dávur Magnussen       | Jóanis Albert Nielsen |
| 2014  | Gunnar Dahl-Olsen | Guômurdur Joensen     | Hilmar Hansen         |
| 2015  | Torkil Veyhe      | Gunnar Dahl-Olsen     | Sigmund Olsson        |
| 2016  | Gunnar Dahl-Olsen | Jan Hjaltalin-Olsen   |                       |
| 2017  | Torkil Veyhe      | Helgi Winther Olsen   | Jan Hjaltalin Olsen   |
| 2018  | Edric Lescasse    | Helgi Winther Olsen   | Torkil Veyhe          |

### Contre-la-montre
| Année | Vainqueur             | Deuxième              | Troisième             |
| ----- | --------------------- | --------------------- | --------------------- |
| 1992  | Johann Brend          | Gunnar Dahl-Olsen     | Jens Glerup           |
| 1996  | Rogvi Johansen        | Bogi Kristiansen      | Gunnar Dahl-Olsen     |
| 1997  | Rogvi Johansen        | Bogi Kristiansen      | Sverri Mohr Edvinsson |
| 1998  | Rogvi Johansen        | Gunnar Dahl-Olsen     | Johann Brend          |
| 1999  | Rogvi Johansen        | Gunnar Dahl-Olsen     | Sverri Mohr Edvinsson |
| 2000  | Rogvi Johansen        | Sverri Mohr Edvinsson | Gunnar Dahl-Olsen     |
| 2001  | Gunnar Dahl-Olsen     | Sverri Mohr Edvinsson | Esmar Joensen         |
| 2002  | Gunnar Dahl-Olsen     | Sverri Mohr Edvinsson | Beinir W Rasmussen    |
| 2003  | Gunnar Dahl-Olsen     | Eli Christiansen      | Beinir W Rasmussen    |
| 2004  | Gunnar Dahl-Olsen     | Sverri Mohr Edvinsson | Christian Guttesen    |
| 2005  | Gunnar Dahl-Olsen     | Esmar Joensen         | Torkil Veyhe          |
| 2009  | Torkil Veyhe          | -                     | -                     |
| 2011  | Gunnar Dahl-Olsen     | Kjartan Egholm        | Høgni Rúnason Øster   |
| 2012  | Torkil Veyhe          | Gunnar Dahl-Olsen     | Sverri Mohr Edvinsson |
| 2013  | Jóanis Albert Nielsen | Gunnar Dahl-Olsen     | Dávur Magnussen       |
| 2014  | Gunnar Dahl-Olsen     | Jóanis Albert Nielsen | Guômurdur Joensen     |
| 2015  | Torkil Veyhe          | Gunnar Dahl-Olsen     | Jóanis Albert Nielsen |
| 2016  | Gunnar Dahl-Olsen     | Kári Davidsen         | Jan Hjaltalin-Olsen   |
| 2017  | Torkil Veyhe          | Helgi Winther Olsen   | Gunnar Dahl-Olsen     |
| 2018  | Torkil Veyhe          | Helgi Winther Olsen   | Jan Hjaltalin Olsen   |